# Stephan von Millenkovich

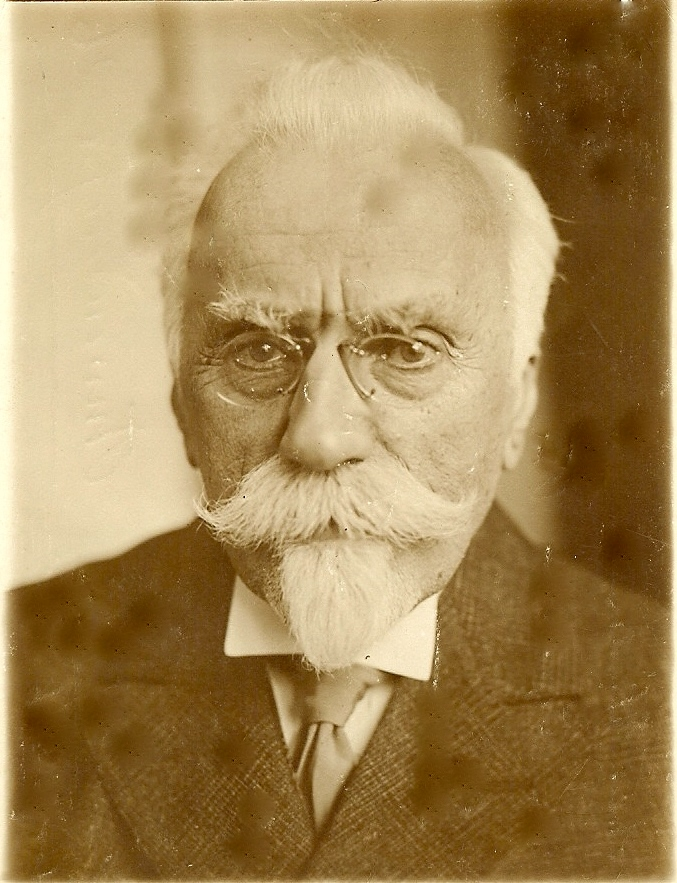
Stephan von Millenkovich 1912

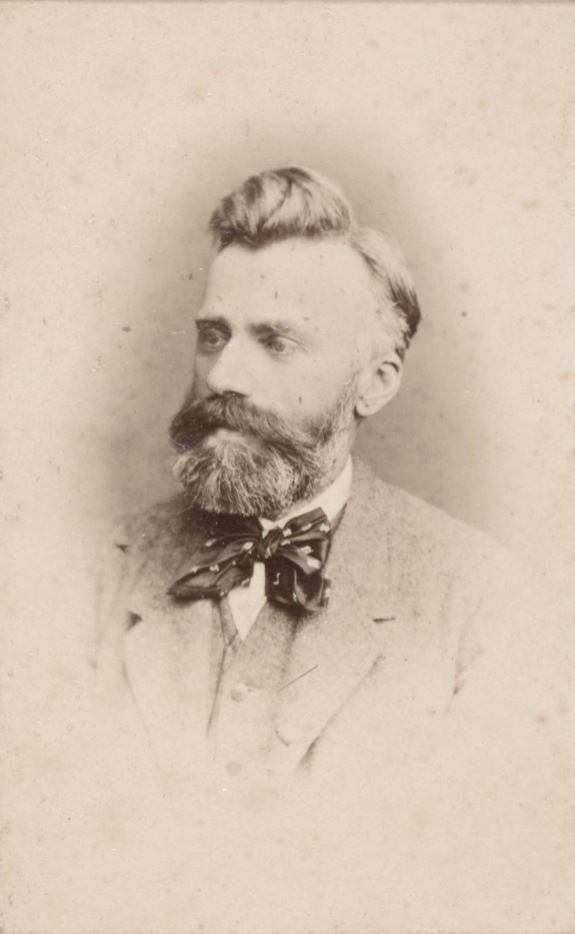
Stephan Milow 1876

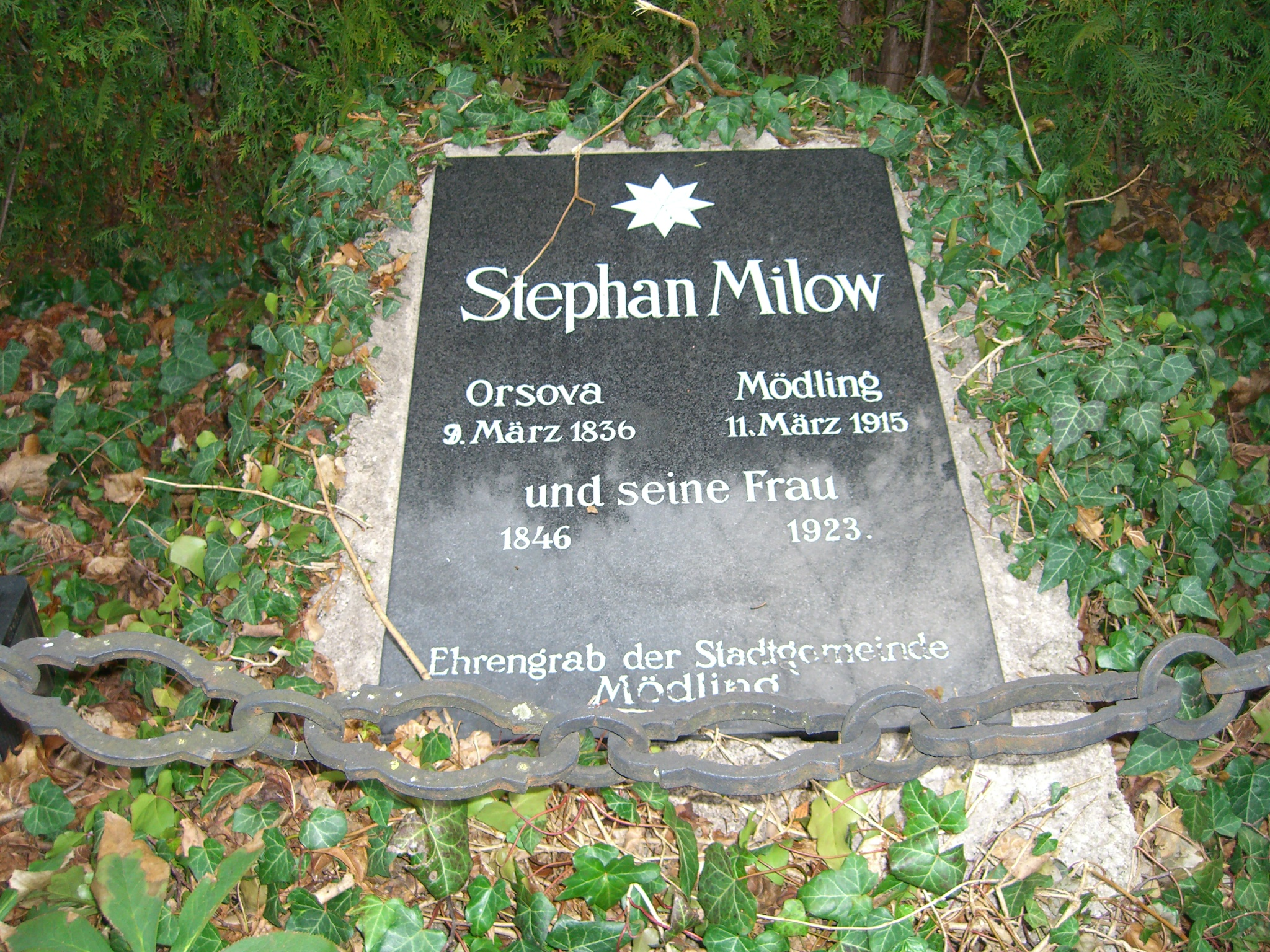
Ehrengrab Mödling

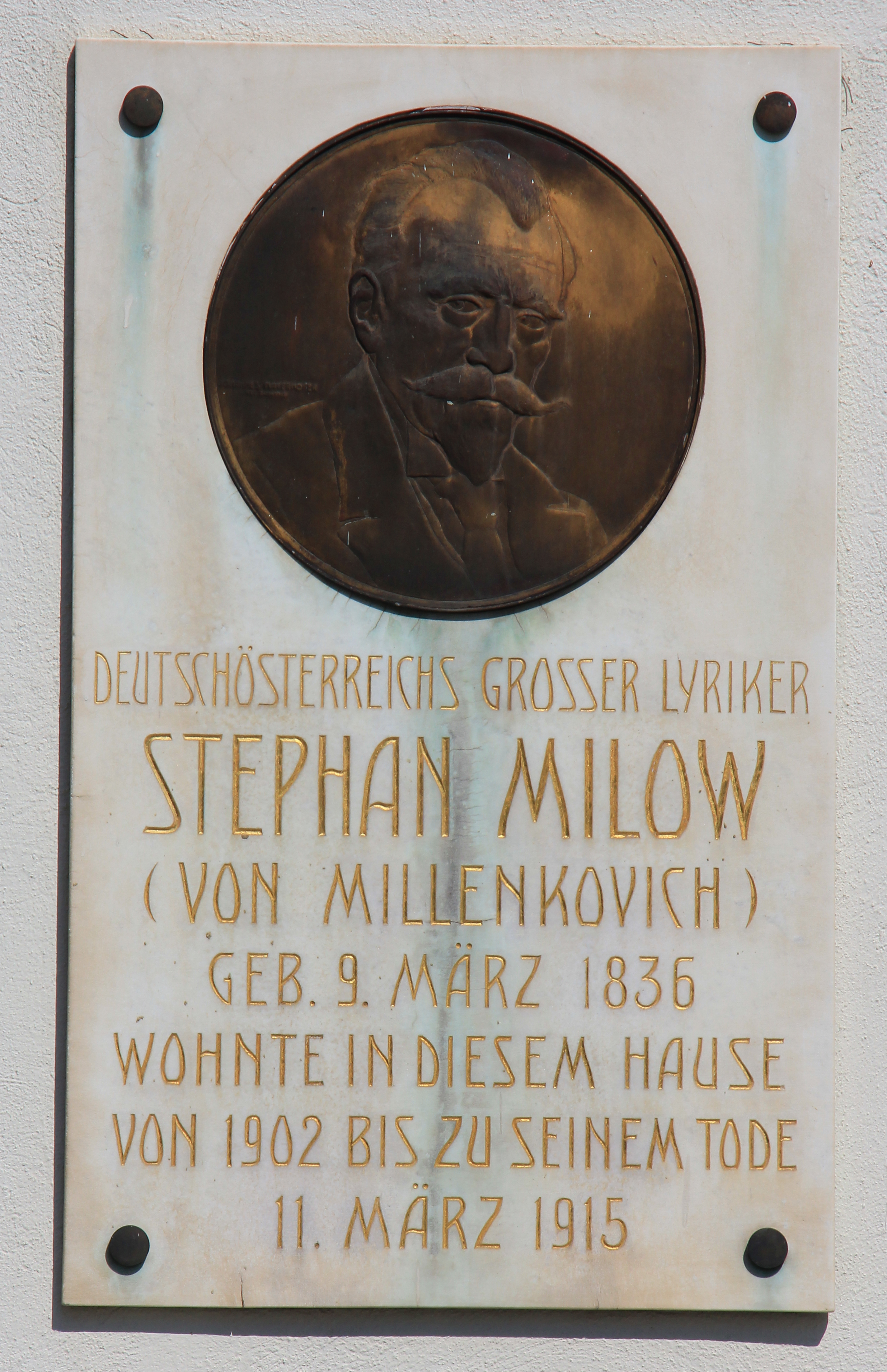
Gedenktafel in der Schürffgasse

Stephan von Millenkovich (Pseudonym: Stephan Milow) (* 9. März 1836 in Orsowa (Banat), Kaisertum Österreich; † 12. März 1915 in Mödling, Niederösterreich) war ein Lyriker, Erzähler, Offizier und Kartograph und Vater von Max von Millenkovich (pseud. Max Morold) und Benno von Millenkovich.

## Leben
Stephan von Millenkovich, Sohn des gleichnamigen k.u.k. Obersten Stephan von Millenkovich (im Jahre 1835 in den Adelstand erhoben) und dessen Gattin Maria (geborene Pausz) entstammte wie andere österreichische Dichter und Schriftsteller einer Offiziersfamilie. Er und seine fünf Brüder waren für die militärische Laufbahn bestimmt und so kam er zur militärischen Ausbildung in die Kadettenschule nach Olmütz und war schon mit sechzehn Jahren Leutnant bei einem Infanterieregiment in Wien.
In Wien lernte er 1854 einen gleichstrebenden Kameraden, Leutnant Ferdinand von Saar kennen, mit dem ihn eine innige, lebenslange Freundschaft verband.
Seine Verwendung bei der Truppe war aber von kurzer Dauer, denn schon im Jahre 1854 wurde er zur Verwendung beim Militärgeographischen Institut herangezogen, wo er auch während seiner ganzen militärischen Dienstzeit blieb. Er brachte es daselbst bis zum Hauptmann. Stephan von Millenkovich erweiterte die Umgebungskarte von Wien.
Millenkovich war hauptsächlich als Lyriker und Novellist tätig. Sowohl Ferdinand Kürnberger, ein enger Freund von Millenkovich und Peter Rosegger als auch Robert Hamerling zählten zu den ersten, die sein dichterisches Wirken hoch einschätzten und würdigten.
1865 vermählte er sich mit Elisabeth Maria Josepha Carolina (Kosename Elsa - geborene Reichsfreiin von Reichlin-Meldegg), Tochter des k.k. Majors und Kommandanten Joseph Ludwig Christoph Baron Reichlin-Meldegg und dessen Gattin Baronin Mathilde Henriette Genofeva (geborene Reichsgräfin von Wimpffen).
1869 trat er infolge eines Nervenleidens, das wahrscheinlich durch eine schwere Erkältung bei Mappierungsarbeiten in den niederösterreichischen Bergen verursacht worden war, als Hauptmann in den Ruhestand und widmete sich fortan ganz der Dichtkunst.
Millenkovichs literarisches Schaffen war geprägt von der Philosophie Schopenhauers und der Weimarer Klassik.
1870 verkaufte Millenkovich sein Anwesen in Gonobitz (heute Slovenske Konjice) und kaufte ein kleines Anwesen mit landwirtschaftlichem Betrieb (heute Georgi Schloss) in Ehrenhausen und machte sich mit seiner Familie in der Steiermark ansässig, wo ihn auch Ferdinand von Saar häufig besuchte und „die Steinklopfer“ schrieb.
1873 unternahm er mit Ferdinand von Saar eine Reise nach Italien, um seiner Krankheit eine Linderung zuzuführen.
1880 übersiedelte Stephan Millenkovich wegen andauernder Kränklichkeit nach Görz.
Ende 1899 zog er sich schwer leidend mit seiner Gattin Elisabeth nach Mödling bei Wien zurück, wo er bis zu seinem Tode im Jahr 1915 blieb.
Heute erinnern die Stephan Milow-Gasse und eine Gedenktafel an seinem Wohnhaus in Mödling an den „Deutschösterreichischen“ Lyriker.
Josef Kolleritsch (1897–1966) vertonte das Gedicht „Vor dem Ende“ von Stephan Milow im Gedenken an dessen 100. Geburtstag.
Stephan Millenkovich ruht in einem Ehrengrab auf dem Mödlinger Friedhof (Gruppe H, Nummer 41).

## Auszeichnungen und Ehrungen
- 1902 Bauernfeld-Preis
- 1911 Zum 75. Geburtstag wurde die Marktgasse in Mödling in Stephan-Milow-Gasse umbenannt

## Werke
- 1865 Veröffentlichung des ersten Lyrikbandes
- 1866 Verlorenes Glück, erstes Prosawerk
- 1867 Auf der Scholle
- 1869 Ein Lied von der Menschheit
- 1870 Neue Gedichte
- 1872 Zwei Novellen, „Lebensskizzen des Arnold Frank“, der sein größter Erfolg als Autor werden sollte
- 1877 In der Sonnenwende
- 1882 Gesamtausgabe seiner bisher erschienenen Gedichte
- 1883 Drei Novellen: Wie Herzen lieben
- 1885 Deutsche Elegien (veränderte Auflage des Elegienzyklus „Auf der Scholle“)
- 1888 Drei Dramen: Getilgte Schuld, Die ungefährliche Frau, Bedrängte Herzen
- 1888 Lebensmächte, vierteiliger Roman (soziale u. politische Probleme der Monarchie)
- 1889 Aus dem Süden, neue Gedichte
- 1893 Novellen: Frauenliebe
- 1897 Erzählende Dichtungen „Höhen und Tiefen“, (verbesserte Auflage „Lied von der Menschheit“)
- 1903 Fallende Blätter, (Verlag F. Leichter in Ohlau)
- 1907 Jenseits der Liebe, Schauspiel, online
- 1912 Abendrot
- 1913 Erste und letzte Liebe (sein letztes veröffentlichtes Prosawerk)